# 레베카 (밴드)
레베카(レベッカ, Rebecca)는 일본의 록 밴드이다. 1984년 4월 21일 싱글 〈ウェラム・ボートクラブ〉로 데뷔했으며, 1985년에 발표한 네 번째 싱글 〈프렌즈〉 (フレンズ)가 히트하며 같은 해 발매된 네 번째 정규 음반 《Rebecca IV: Maybe Tomorrow》가 밀리언셀러를 달성했다.
1991년 2월에 해체했으나 〈프렌즈〉의 리믹스 버전이 1999년 드라마 《립스틱》 주제가로 사용됐으며, 이를 계기로 다음 해인 2000년에 재결성했다. 밴드 이름은 케이트 더글라스 위긴의 소설 《서니브룩 농장의 레베카》에서 따온 것이다.